# اوستروژنو (ناحیه ییچین)
اوستروژنو (به چکی: Ostružno) یک منطقهٔ مسکونی در جمهوری چک است که در شهرستان ییچین واقع شده‌است.